# Janina Kraus
Janina Agnieszka Kraus (ur. 10 stycznia 1952 w Katowicach) – polska polityk, posłanka na Sejm I, II i III kadencji.

## Życiorys
W 1977 ukończyła studia na Wydziale Prawa i Administracji Uniwersytetu Śląskiego w Katowicach. W 1986 uzyskała stopień naukowy doktora nauk humanistycznych. Pracowała w Zakładzie Badań Socjologicznych Śląskiego Instytutu Naukowego w Katowicach.
W 1991 uzyskała po raz pierwszy mandat poselski z ramienia Polskiego Związku Zachodniego (przybudówki KPN). W 1993 została posłem z ramienia Konfederacji Polski Niepodległej. W 1996 opuściła KPN, przechodząc do utworzonej przez Adama Słomkę KPN-OP. W Sejmie II kadencji w 1997 była przewodniczącą Federacyjnego Klubu Parlamentarnego na rzecz AWS. Z listy AWS wybrano ją posłem III kadencji, z klubu parlamentarnego tego ugrupowania odeszła już w 1998. W 2001 bez powodzenia ubiegała się o reelekcję z ramienia Alternatywy Ruch Społeczny.
Działaczka związanego z Radiem Maryja stowarzyszenia „Nasza przyszłość – Polska”.